# أليسون نيومان
أليسون نيومان (بالإنجليزية: Alison Newman)‏ هي ممثلة بريطانية، ولدت في 25 يناير 1968 في بورنموث في المملكة المتحدة.

## وصلات خارجية
- أليسون نيومان على موقع IMDb (الإنجليزية)
- أليسون نيومان على موقع قاعدة بيانات الفيلم (الإنجليزية)